# Vicosoprano

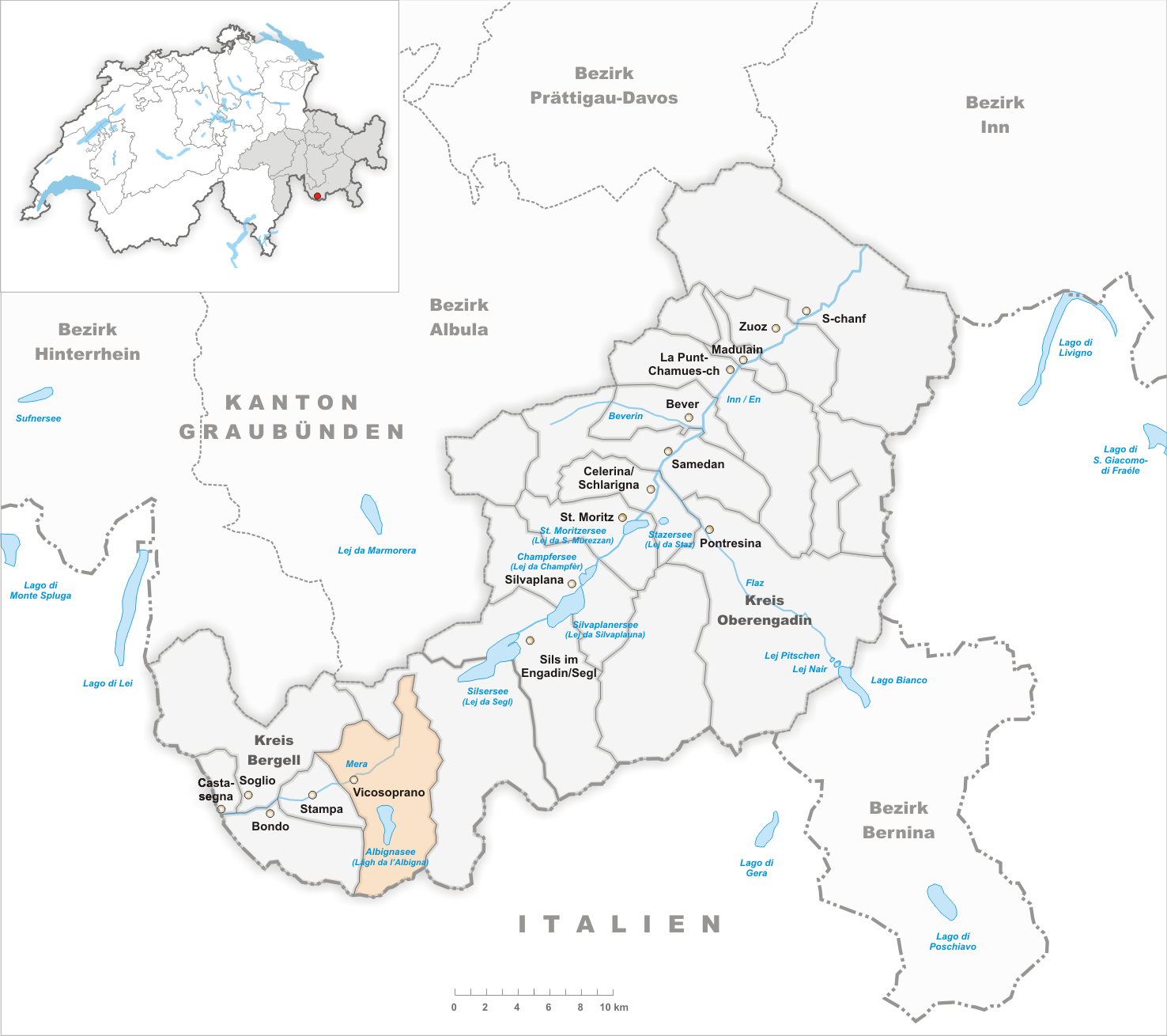
Gemeindestand vor der Fusion am 31. Dezember 2009

Vicosoprano (in der lombardischen Ortsmundart Visavran [visɐˈvraŋ], früher deutsch Vespran, rätoromanisch Visavraun) ist ein Dorf in der politischen Gemeinde Bregaglia im Schweizer Kanton Graubünden.

## Geographie

Historisches Luftbild aus 3300 m von Walter Mittelholzer von 1923

Unten im Tal durch Vicosoprano fliesst die Maira. Talaufwärts liegt auf 1458 m ü. M. an der Weggabelung zum Septimerpass und zum Malojapass der Ort Casaccia, wo der Bergeller Höhenweg durchführt.
Östlich von Vicosoprano liegt der Weiler Pranzaira und der Stausee Albignasee auf 2162 m ü. M., der seit seiner Fertigstellung 1959 mit der Seilbahn oder zu Fuss erreicht werden kann. Um den Stausee liegen der Piz dal Päl (2617 m ü. M.), der Punta da l’Albigna (2892 m ü. M.), der Piz Cacciabella (2979 m ü. M.) und der Albignagletscher.
Zu Vicosoprano gehören die Weiler Pungel und Roticcio auf dem Hang der rechten, nördlichen Talseite.

## Geschichte
Vicosoprano war schon in prähistorischer Zeit besiedelt, wie ein bei Bosca gefundener Schalenstein nachweist. Aus römischer Zeit stammt bei Caslac ein aus der zweiten Hälfte des 4. Jahrhunderts stammendes Merkuraltärchen.
Bis 960 waren die Bewohner des Ortes Gotteshausleute von Como, dann des Bischofs von Chur. 1096 findet sich der lateinische Name Vicus Supranus «oberes Dorf» erstmals bezeugt, der sich in der Frühneuzeit schriftsprachlich gegen lombardische Schreibformen wie Visoprano und ähnlich durchgesetzt hat. Vicosoprano war im Mittelalter Hauptort der Talgemeinde Bergell, Sitz der Bergeller Port und der Ministerialenfamilien von Castelmur und Prevost. 1529 beziehungsweise 1553 führte die Gemeinde Vicosoprano die Reformation ein.
1971 wurde das Nachbardorf Casaccia eingemeindet. Auf den 1. Januar 2010 schloss sich Vicosoprano mit den anderen Bergeller Gemeinden – Bondo, Castasegna, Soglio und Stampa – zur neuen Gemeinde Bregaglia zusammen.

## Wappen
| Wappen von Vicosoprano | Blasonierung: «Geteilt von Silber (Weiss) und Schwarz, in Silber ein aufrechter schwarzer, rot bewehrter Steinbock, in Schwarz eine silberne zweitürmige Zinnenburg mit Tor» |
| Wappen von Vicosoprano | Nach einem älteren Wappen vereinfacht. |

## Bevölkerung
| Bevölkerungsentwicklung | Bevölkerungsentwicklung | Bevölkerungsentwicklung | Bevölkerungsentwicklung | Bevölkerungsentwicklung | Bevölkerungsentwicklung | Bevölkerungsentwicklung | Bevölkerungsentwicklung | Bevölkerungsentwicklung | Bevölkerungsentwicklung | Bevölkerungsentwicklung |
| ----------------------- | ----------------------- | ----------------------- | ----------------------- | ----------------------- | ----------------------- | ----------------------- | ----------------------- | ----------------------- | ----------------------- | ----------------------- |
| Jahr                    | 1850                    | 1900                    | 1950                    | 1960                    | 1970                    | 1980                    | 1990                    | 2000                    | 2005                    | 2010                    |
| Einwohner               | 383                     | 417                     | 415                     | 568                     | 387                     | 397                     | 393                     | 429                     | 453                     | 445                     |

### Sprachen
In Vicosoprano spricht man eine lombardische Mundart. Es gibt seit Jahrzehnten eine grössere deutschsprachige Minderheit. Die Entwicklung der vergangenen Jahrzehnte zeigt folgende Tabelle:
| Sprachen      | Volkszählung 1980 | Volkszählung 1980 | Volkszählung 1990 | Volkszählung 1990 | Volkszählung 2000 | Volkszählung 2000 |
| Sprachen      | Anzahl            | Anteil            | Anzahl            | Anteil            | Anzahl            | Anteil            |
| ------------- | ----------------- | ----------------- | ----------------- | ----------------- | ----------------- | ----------------- |
| Deutsch       | 43                | 10,83 %           | 41                | 10,43 %           | 55                | 12,82 %           |
| Rätoromanisch | 8                 | 2,02 %            | 16                | 4,07 %            | 18                | 4,20 %            |
| Italienisch   | 342               | 86,15 %           | 329               | 83,72 %           | 346               | 80,65 %           |
| Einwohner     | 397               | 100 %             | 393               | 100 %             | 429               | 100 %             |

### Religionen und Konfessionen
In den drei Ortsteilen Vicosopranos wurde die Reformation zwischen 1529 und 1553 eingeführt, in der früher selbständigen Gemeinde Casaccia 1551.

### Nationalität
Von den Ende 2005 453 Bewohnern waren 420 Schweizer Staatsangehörige.

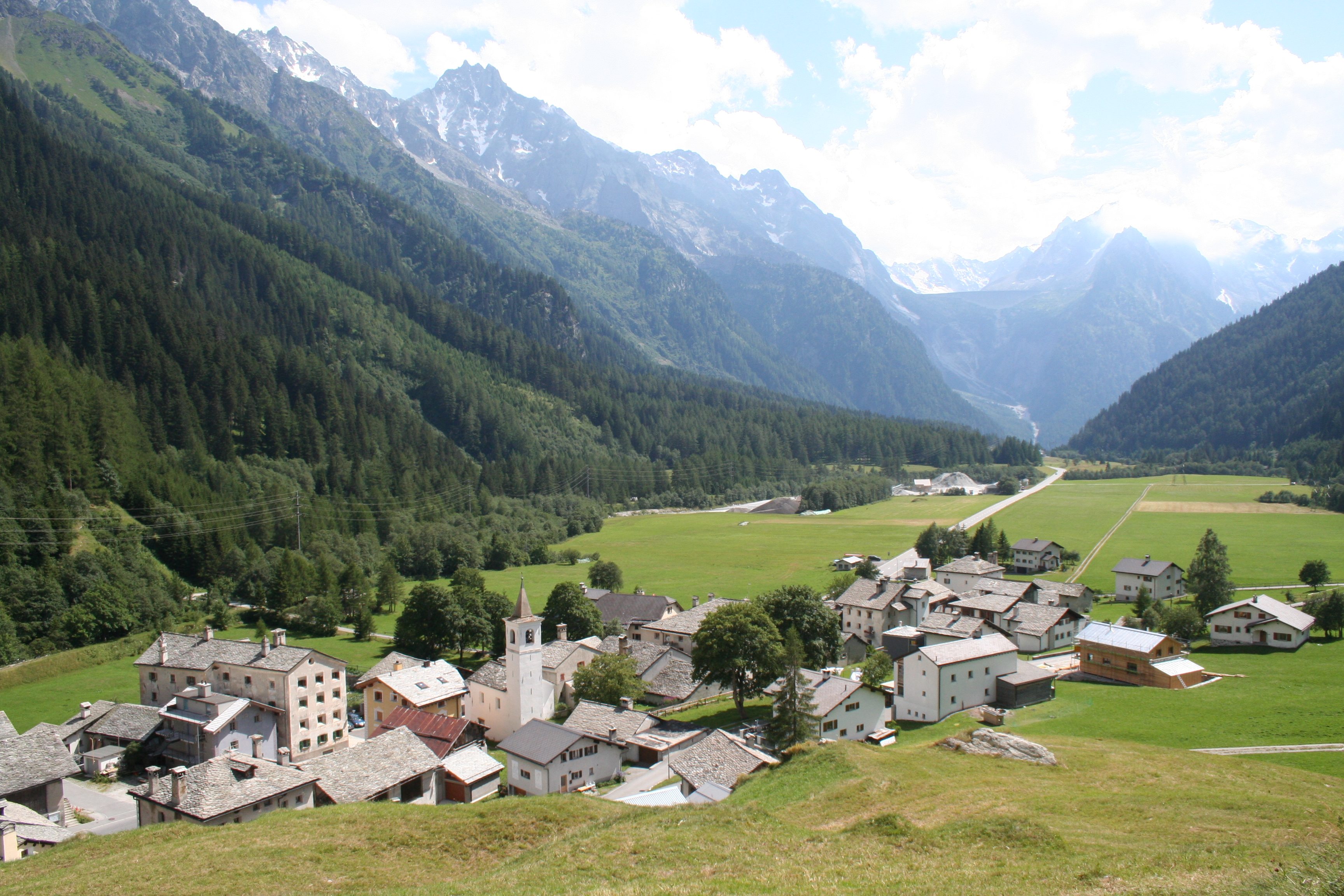
Casaccia

## Wirtschaft
Die Arbeitsplätze stammen aus Land- und Forstwirtschaft,  Industrie und Gewerbe sowie dem Dienstleistungssektor und Gastgewerbe. Im Dorf stehen zwei Hotels zur Verfügung. Oberhalb des Dorfes steht am rechten Ufer der Mera der Campingplatz «Mulina».
Im Ortsteil Löbbia stehen ein Kraftwerk und ein Unterwerk des Elektrizitätswerks der Stadt Zürich (EWZ). Das EWZ versorgt neben Zürich auch die Bündner Talschaften, wo ein beträchtlicher Teil des Stroms produziert wird.

## Verkehr
Vicosoprano wird von der Engadiner Buslinie 4 bedient; Konzessionär ist der Schweizerische Postautodienst.

## Sehenswürdigkeiten
- Die Kirchen stehen unter kantonalem Denkmalschutz. Reformierte Hauptkirche ist Santa Trinità,[3] wesentlich älter ist die reformierte Kirche San Cassiano. Regelmässige Gottesdienste finden auch in der reformierten Kirche Casaccia statt.
- Katholische Kirche San Gaudenzio[4]
- Kirchenruine San Gaudenzio im Ortsteil Casaccia
- Sogenannter Convento in Casaccia erbaut um 1520[5]
- Rathaus[6]
- Ca d’Prutz mit Sgraffiti[7][8]
- Casa Gadina[9][10]
- Postgebäude, um 1900; Architekt: Ottavio Ganzoni[11]
- Im Zentrum steht der runde Senvelenturm aus dem 13. Jahrhundert, der in das Rathaus eingebaut ist. An seiner Aussenmauer ist noch der Prangerblock mit der Halskette zu sehen.
- Am westlichen Dorfrand Vicosopranos steht der Salisturm, ein sechsstöckiger Wohnturm. Er stammt aus dem 13. oder 14. Jahrhundert und wurde 1580 für Rudolf von Salis umgebaut. Die Fenster wurden im 16. und 18. Jahrhundert eingebaut, weitere Umbauten erfolgten 1821.[12][13][14]
- Am westlichen Dorfausgang stehen links auf einer Waldlichtung die steinernen Säulen des Galgens
- Steinbrücke über die Maira datiert 1543[15]

## Persönlichkeiten
- Pier Paolo Vergerio (* 1498 in Capodistria; † 4. Oktober 1565 in Tübingen), Geistlicher, Diplomat und Bibelübersetzer
- Giulio da Milano (1504–1581), evangelischer Pfarrer und Reformator Vicosopranos 1546–1547.

- Familie Maurizio[16]
  - Giacomo Maurizio (* 1761 in Vicosoprano; † 1831 ebenda), Zuckerbäcker in Italien, Polen und Frankreich, Podestà 1808
  - Giovanni Andrea Maurizio (* 4. Juli 1815 in Vicosoprano; † 17. April 1885 ebenda), Landammann, Autor der La stria.
  - Anna Cornelia Maurizio (* 4. August 1852 in Vicosoprano; † 20. März 1930 in Palazzolo sull’Oglio), Gründerin der Scuola di Macramé in Bergamo[17]
  - Silvio Maurizio (* 1863 in Vicosoprano; † 3. März 1922 ebenda), Professor, Schulinspektor[18]

- Willy Trepp (* 23. Dezember 1938 in Vicosoprano), ehemaliger Schweizer Radrennfahrer.
- Attilio Bivetti (* 1947 in Vicosoprano), Tierarzt, von 1994 bis 2008 Gemeindepräsident von Sils im Engadin; Schriftsteller[19]
- Gian Gianotti (* 10. Juni 1949 in Vicosoprano), Theaterregisseur, Autor und Theaterleiter

## Bilder

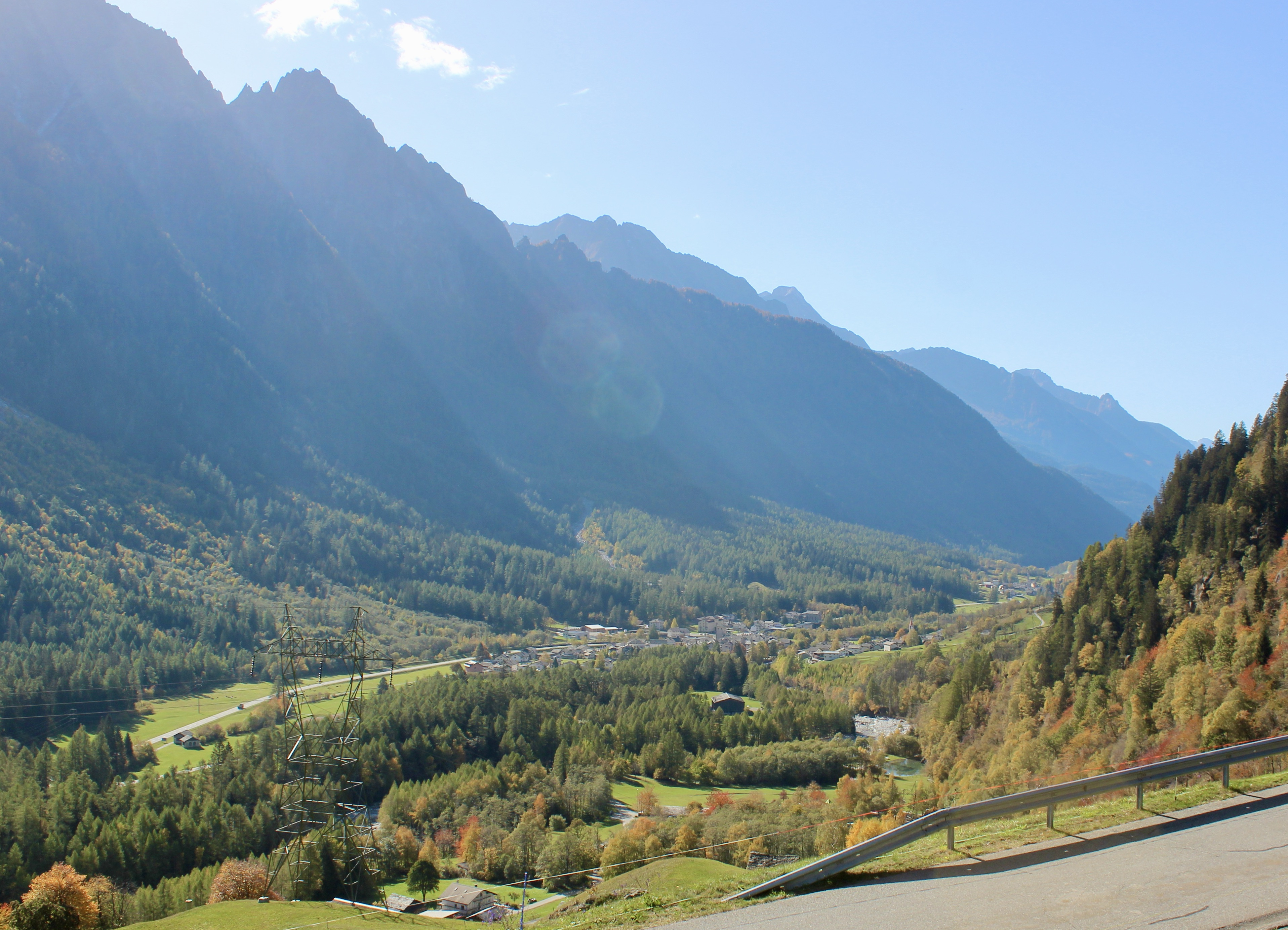
Blick auf Vicosoprano
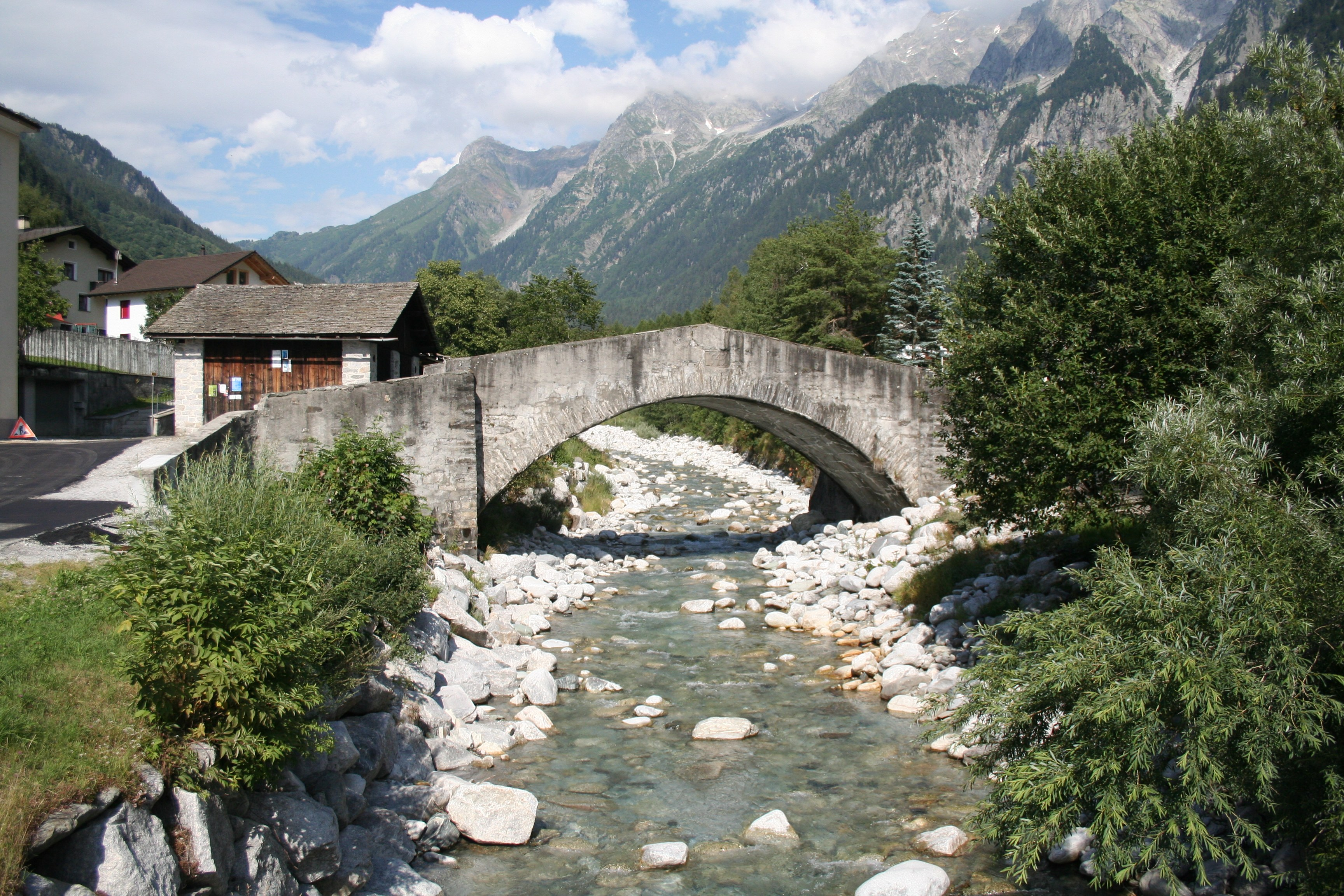
Brücke über die Mera
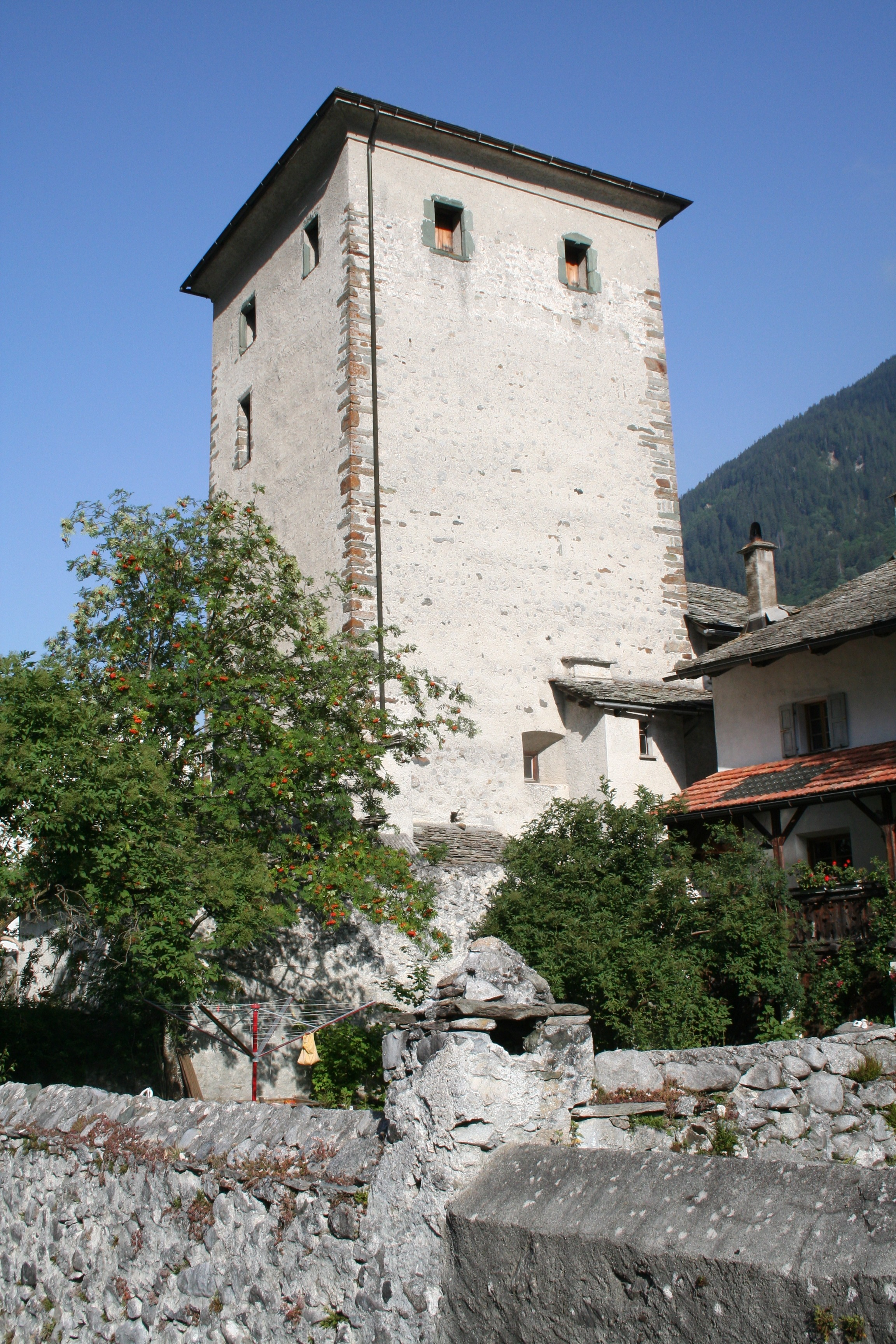
Salisturm
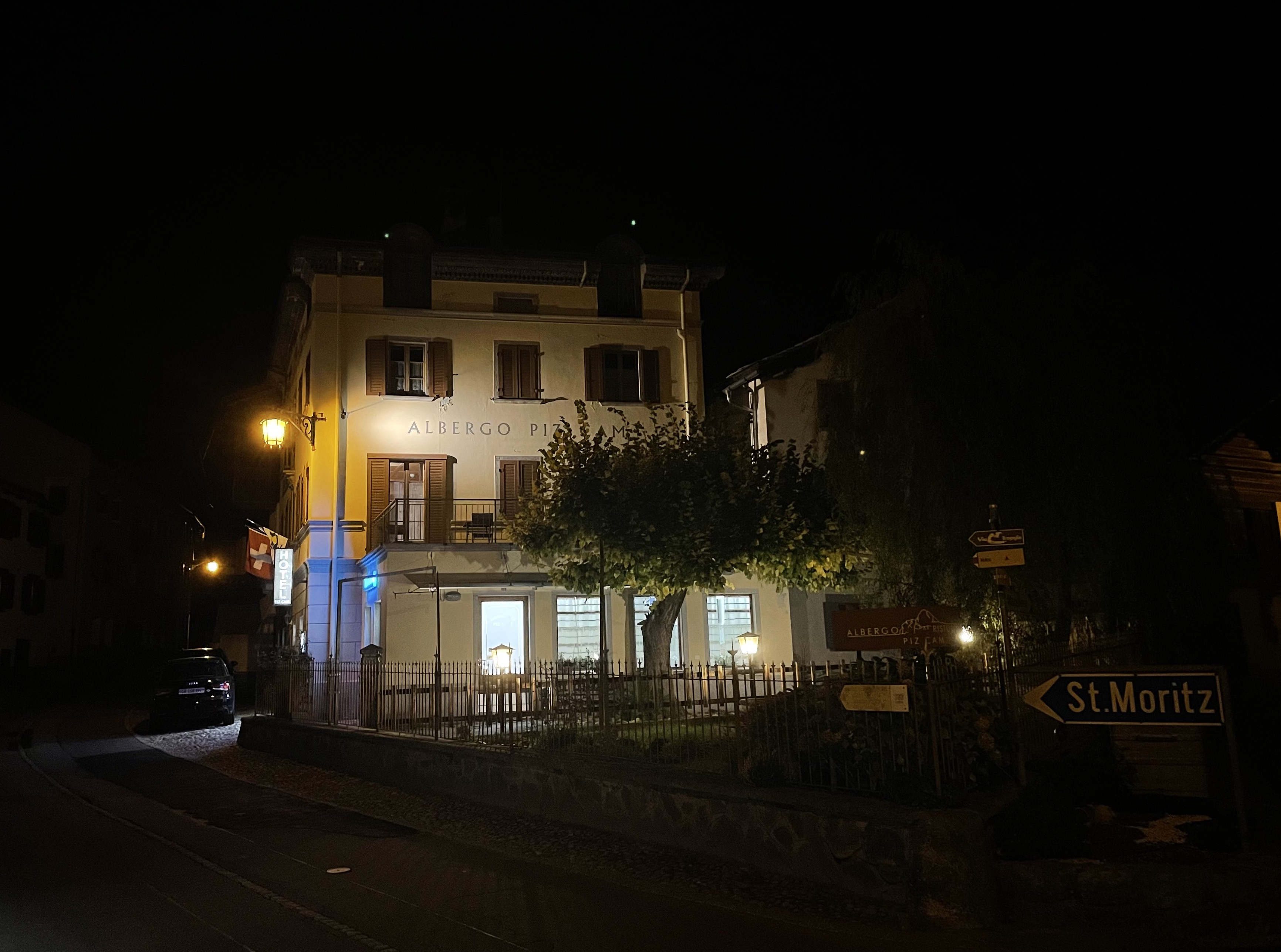
Hotel Piz Cam
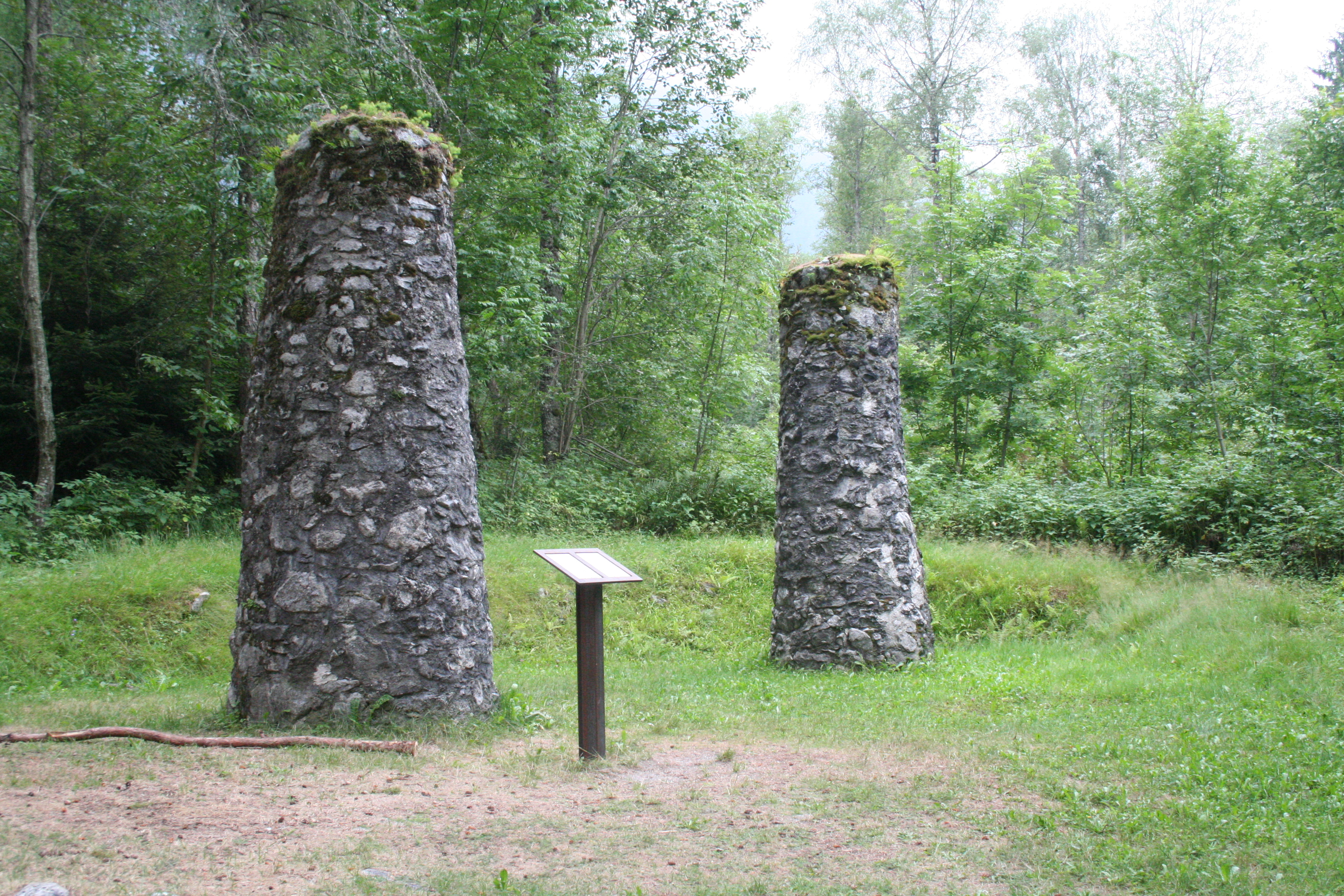
Galgen
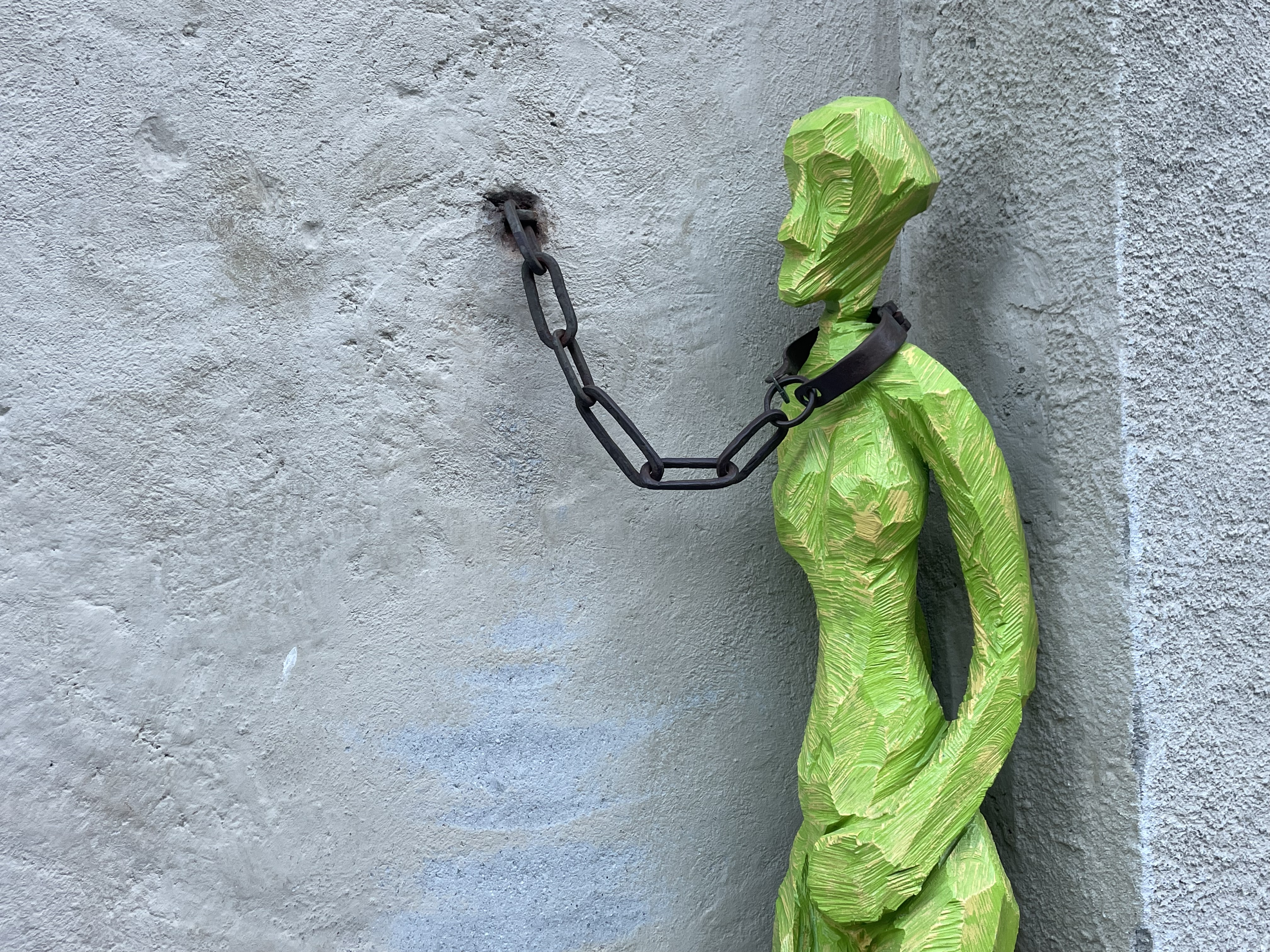
Pranger
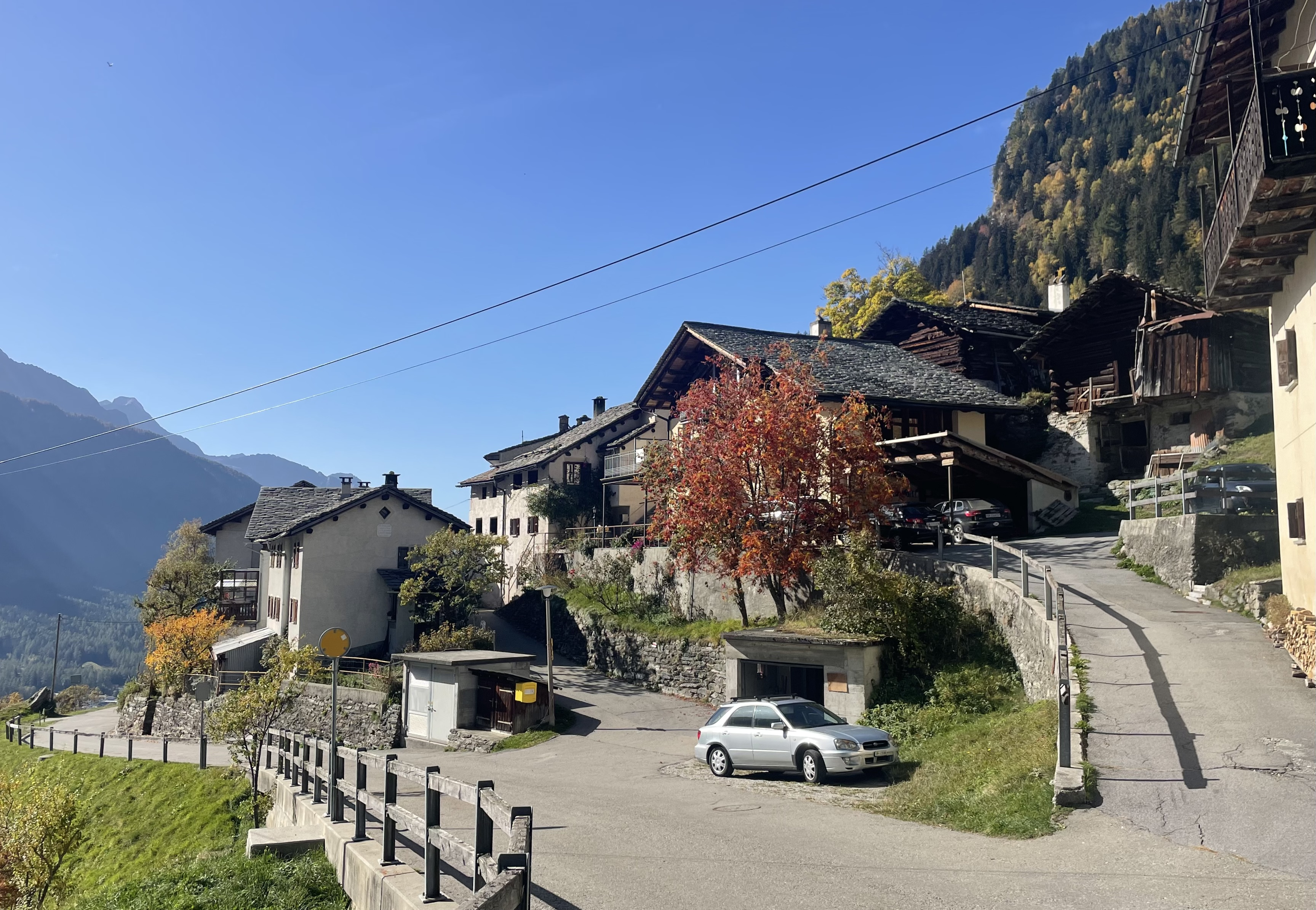
Der Weiler Roticcio